# Logroño
Logroño – miasto w północnej Hiszpanii, w dolinie rzeki Ebro, założone w 1095 roku. Jest stolicą wspólnoty autonomicznej La Rioja. Położone jest 152 km od Bilbao, 336 km od Madrytu i 468 km od Barcelony. W 2022 roku liczyło 150 020 mieszkańców. Klimat cechują niskie opady i gorące lato. W regionie rozwinięte jest winiarstwo, ponadto przemysł drzewny, metalowy i tekstylny. Na Uniwersytecie de la Rioja studiuje ok. 5.000 studentów. Port lotniczy Logroño-Agoncillo zapewnia połączenia z Madrytem i Barceloną.
Ważnymi dniami świątecznymi są dzień św. Barnaby (hiszp. San Bernabé), patrona miasta, 11 czerwca (upamiętniający zwycięstwo nad królem Francji Franciszkiem I oblegającym Logroño w 1521 r.) oraz dzień św. Mateusza (San Mateo), obchodzony jako Święto Miasta i Wina, w przedostatnim tygodniu września.

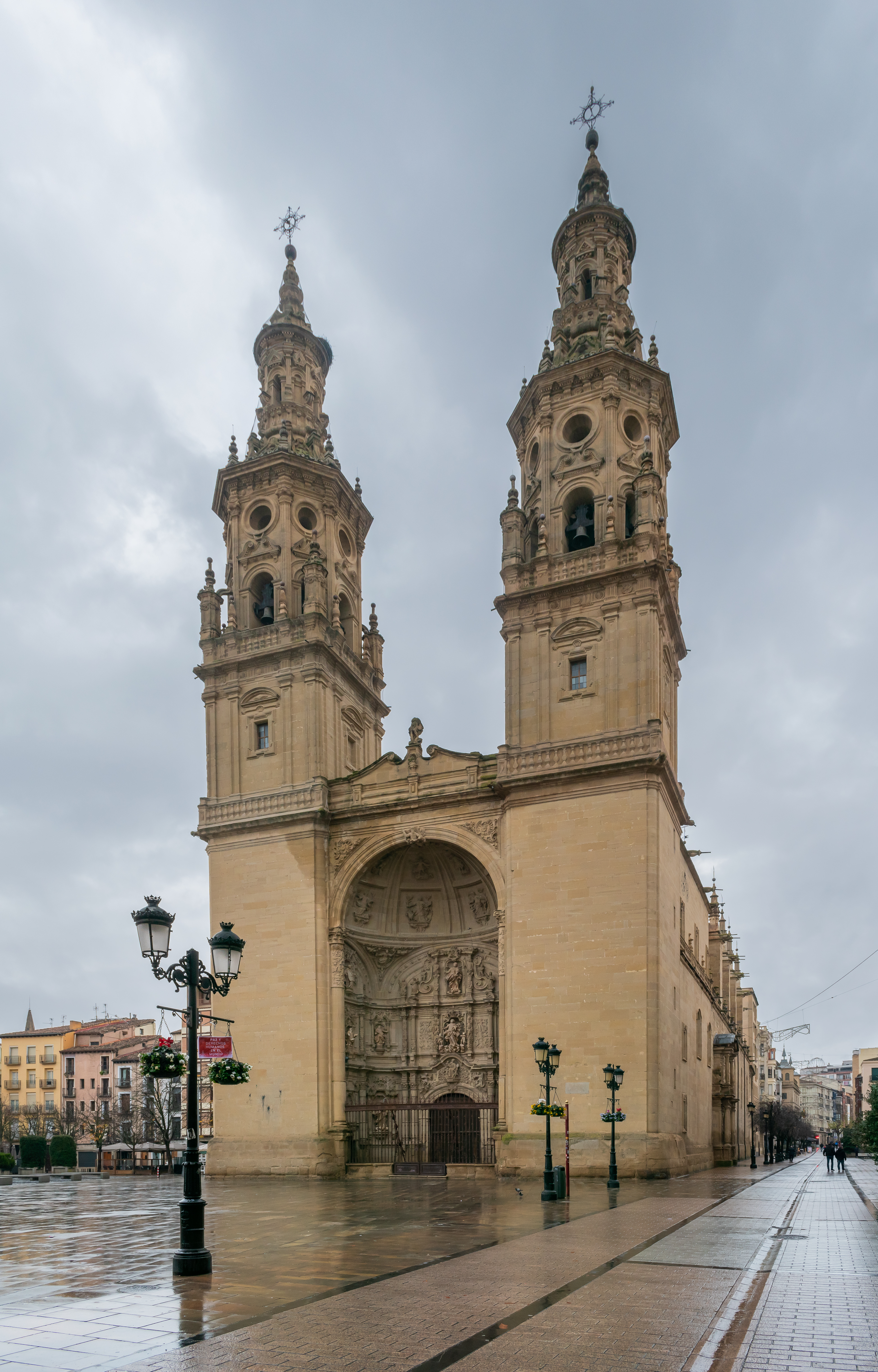
Konkatedra w Logroño

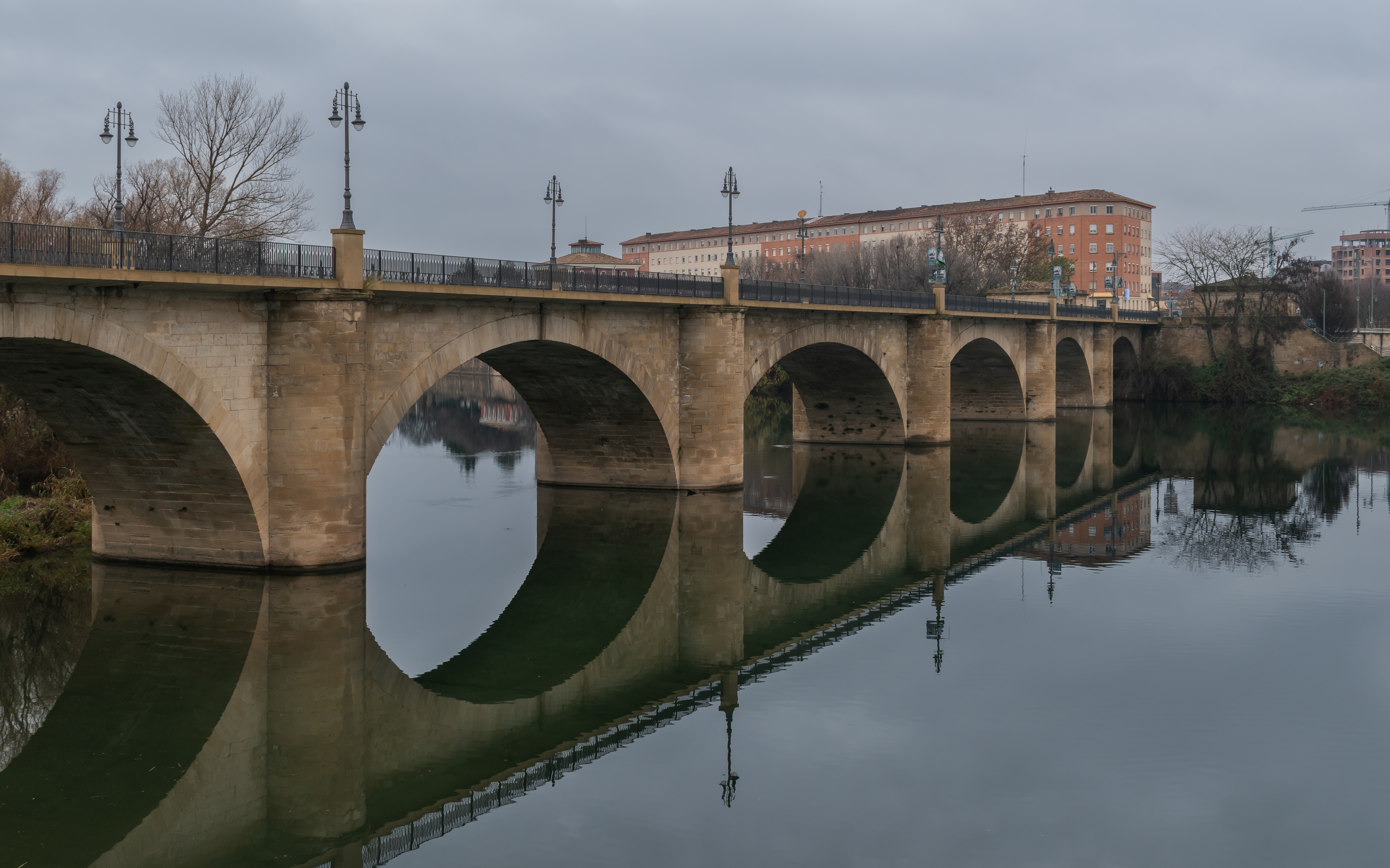
Most Puente de Piedra przez Ebro

## Historia
Logroño powstało przy brodzie przez rzekę Ebro i  I w. pod nazwą Vareia było ośrodkiem celtyckiego szczepu Beronów. Rzymianie nadali mu nazwę Varelus a następnie Lucrosus, inni wywodzą nazwę od łac. przedrostka "lo/illo" i celt. Gronio/Gronno, co oznacza bród, przejście, ewentualnie od Lucus Brun/Lucus Beronius – święte miejsce w (lesie) Berón. Obok brodu, na drodze wiodącej z Tarragony do Asturii Rzymianie zbudowali pierwszy most. W VI w. zostało zniszczone  przez wizygockiego króla Leowigilda. W VIII w. zdobyte przez Maurów i nazwane Albaida (tzn. Biała). Odzyskane na początku X w., lecz pozbawione większego znaczenia, było przedmiotem sporu pomiędzy królami Nawarry i Kastylii. 1092 zostało zniszczone przez Cyda. Odbudowane i obdarzone prawami miejskimi – wzorcowymi dla pozostałych miast hiszpańskich – 1095 przez Alfonsa VI z Kastylii, 1099 odbudowa mostu, dzięki czemu stało się ważną stacją dla pielgrzymów na szlaku św. Jakuba. W latach 1609–1610 toczył się tu największy w historii proces czarownic, obejmujący kilka tysięcy Basków, zakończony śmiercią kilkunastu osób, którego  przebieg przyczynił się do zaprzestania tych oskarżeń w Hiszpanii.

## Zabytki
- Konkatedra Santa María de la Redonda, zbudowana jako kolegiata w miejscu dawnej okrągłej lub wielobocznej świątyni. Budowla z XV w., przekształcona gruntownie w duchu baroku w XVIII w. Od 1959 konkatedra diecezji Calahorra i La Calzala-Logroño. Ołtarz główny z XVII w. i Ukrzyżowanie przypisywane Michałowi Aniołowi.
- Kościół św. Bartłomieja (Iglesia de San Bartolomé). Gotycki,  z rzeźbionym portalem z przełomu XIV/XV w. ze scenami z życia patrona, uważanym za najpiękniejszy w La Rioja.
- Kościół św. Jakuba (Iglesia de Santiago el Real). Gotycki, z XVI w., z rzeźbą św. Jakuba – jako Santiago Matamoros – na barokowej fasadzie, autorstwa Juana de Roan (1602).
- Kościół Santa Maria del Palacio. Ufundowany przez Alfonsa VII w 1130 r., romański, z gotyckimi sklepieniami i hełmem wieży o wysokości 45 m, zwanym "igłą" (la aguja). Romańska kamienna rzeźba Madonny i retabulum ołtarzowe Arnauda de Bruxelles z XVI w.
- Most, obecny z 1884.
- Muzeum Regionalne (Museo de La Rioja)
- Parlament (Parlamento de La Rioja) – przebudowany z dawnej fabryki tytoniu i klasztoru
- Arco del Revellín – dawna brama miejska, 1521.
- Fontanna (Fuente de la Gran Vía) z brązowymi postaciami królów związanych z miastem i regionem.
- Parki miejskie – Parque de la Ribera, Parque de San Miguel.

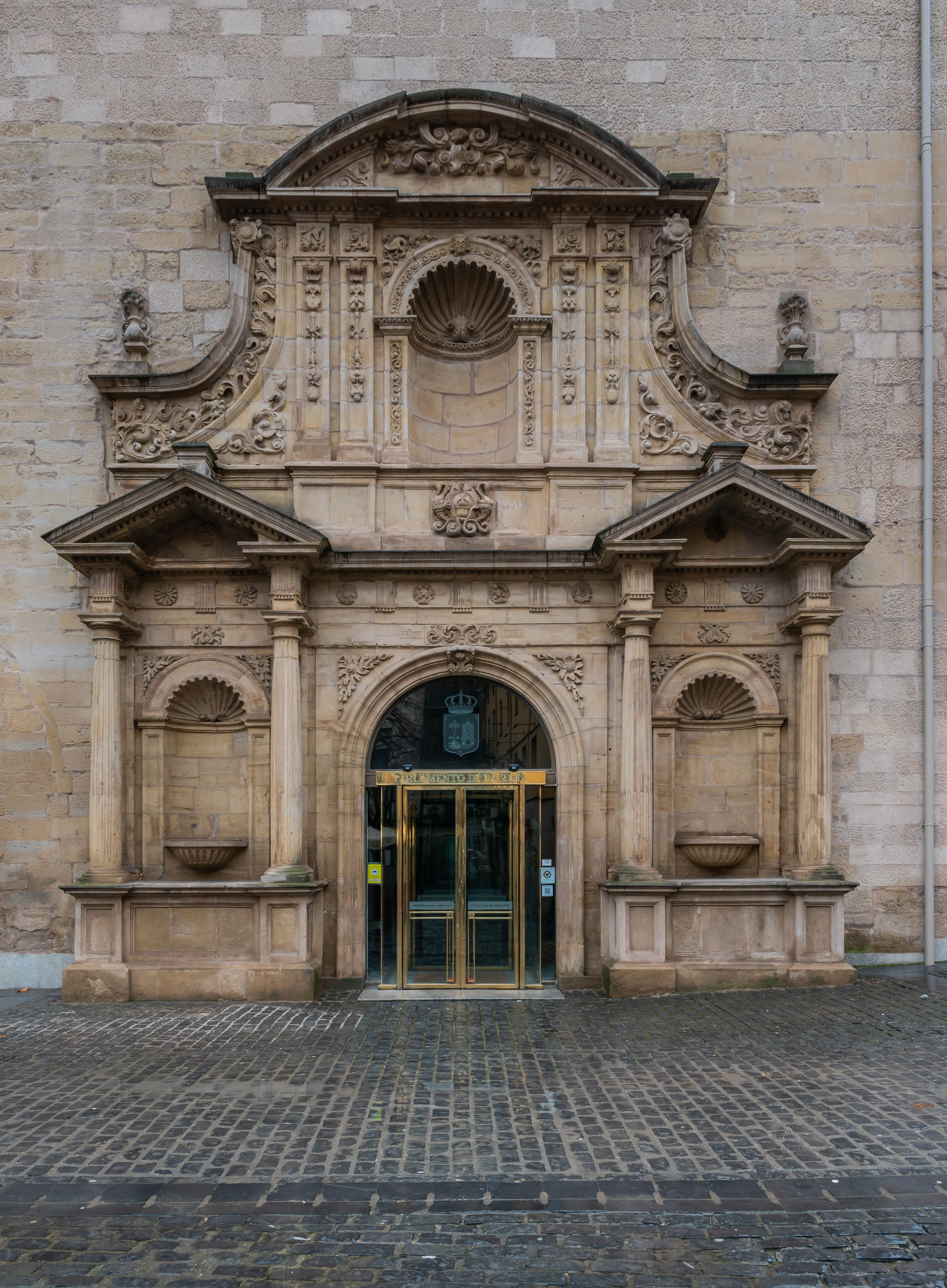
Portal parlamentu – dawnego klasztoru

## Komunikacja
W mieście znajduje się stacja kolejowa Logroño.

## Miasta partnerskie
- Brescia, Włochy
- Darmstadt, Niemcy
- Dunfermline, Wielka Brytania
- Dax, Francja
- Hagunia, Sahara Zachodnia
- Libourne, Francja
- Rancagua, Chile
- La Rioja, Argentyna
- Vichy, Francja
- Wilhelmshaven, Niemcy